# Wolfgang Klein (Schachredakteur)
Wolfgang Klein (* 7. Dezember 1935 in Erfurt; † 25. Dezember 1985)
war ein deutscher Schachredakteur, -löser und -komponist.

## Leben
Seit frühester Jugend war Klein wegen Lähmung beider Beine infolge einer Wirbelsäulenerkrankung an einen Rollstuhl gebunden.
Von Josef Fischl übernahm und verwahrte er die Korschelt-Sammlung.
Aus Erfurt übersiedelte er später nach Ellrich und schließlich nach Sülzhayn.
Seit 1956 bearbeitete er zwei kleine Schachspalten in den Rätselzeitschriften Kunterbunt und Steckenpferd aus dem Kurt Schmidt Verlag.
1957 trat er der Schwalbe bei.

## Schachkomposition
Seine erste Schachaufgabe veröffentlichte Klein im Januar 1955.
Da es ihm nach eigenen Angaben an den dazu notwendigen Ideen mangelte, konzentrierte er sich seit Januar 1953 auf die Lösungswettbewerbe der Zeitschrift Schach.
In den Jahren 1953–1955 belegte er in den Halbjahres-Lösungsturnieren fünfmal hintereinander den 1. Platz. Später dehnte er seine Lösungsaktivitäten auf andere Zeitschriften aus.
Insgesamt publizierte er wenig.
|   | a | b | c | d | e | f | g | h |   |
| 8 |   |   |   |   |   |   |   |   | 8 |
| 7 |   |   |   |   |   |   |   |   | 7 |
| 6 |   |   |   |   |   |   |   |   | 6 |
| 5 |   |   |   |   |   |   |   |   | 5 |
| 4 |   |   |   |   |   |   |   |   | 4 |
| 3 |   |   |   |   |   |   |   |   | 3 |
| 2 |   |   |   |   |   |   |   |   | 2 |
| 1 |   |   |   |   |   |   |   |   | 1 |
|   | a | b | c | d | e | f | g | h |   |

Lösung:
1. Sg6! droht 2. Se5#
1. … Se2 2. Db1#
1. … Sg2 2. Df1#
1. … Sd5 2. De4#
1. … Sh3,Sxg6,Se6 2. De3#